# Cherrapunji
Cherrapunji es una localidad de la India, en el distrito de East Khasi Hills, estado de Meghalaya.

## Geografía
Se encuentra a una altitud de 1498 m s. n. m. a 51 km de la capital estatal, Shillong, en la zona horaria UTC +5:30.

## Clima
Con un clima monzónico, Cherrapunji es el lugar del planeta que registra las mayores precipitaciones anuales, llegando a registrar para el intervalo 1973-2005 una media de 12 028 mm anuales.
También podemos destacar que en esta localidad se ha registrado la mayor precipitación mensual del mundo con 9360 mm de lluvia en julio de 1861, así como la mayor precipitación anual jamás registrada por un observatorio en la tierra, con 26 460 mm entre agosto de 1860 y julio de 1861.
| Parámetros climáticos promedio de Cherrapunji (1971–1990) | Parámetros climáticos promedio de Cherrapunji (1971–1990) | Parámetros climáticos promedio de Cherrapunji (1971–1990) | Parámetros climáticos promedio de Cherrapunji (1971–1990) | Parámetros climáticos promedio de Cherrapunji (1971–1990) | Parámetros climáticos promedio de Cherrapunji (1971–1990) | Parámetros climáticos promedio de Cherrapunji (1971–1990) | Parámetros climáticos promedio de Cherrapunji (1971–1990) | Parámetros climáticos promedio de Cherrapunji (1971–1990) | Parámetros climáticos promedio de Cherrapunji (1971–1990) | Parámetros climáticos promedio de Cherrapunji (1971–1990) | Parámetros climáticos promedio de Cherrapunji (1971–1990) | Parámetros climáticos promedio de Cherrapunji (1971–1990) | Parámetros climáticos promedio de Cherrapunji (1971–1990) |
| Mes                                                       | Ene.                                                      | Feb.                                                      | Mar.                                                      | Abr.                                                      | May.                                                      | Jun.                                                      | Jul.                                                      | Ago.                                                      | Sep.                                                      | Oct.                                                      | Nov.                                                      | Dic.                                                      | Anual                                                     |
| --------------------------------------------------------- | --------------------------------------------------------- | --------------------------------------------------------- | --------------------------------------------------------- | --------------------------------------------------------- | --------------------------------------------------------- | --------------------------------------------------------- | --------------------------------------------------------- | --------------------------------------------------------- | --------------------------------------------------------- | --------------------------------------------------------- | --------------------------------------------------------- | --------------------------------------------------------- | --------------------------------------------------------- |
| Temp. máx. abs. (°C)                                      | 26.4                                                      | 26.8                                                      | 27.4                                                      | 26.3                                                      | 27.2                                                      | 29.1                                                      | 28.4                                                      | 29.8                                                      | 28.4                                                      | 26.9                                                      | 26.6                                                      | 26.1                                                      | 29.8                                                      |
| Temp. máx. media (°C)                                     | 15.7                                                      | 17.3                                                      | 20.5                                                      | 21.7                                                      | 22.4                                                      | 22.7                                                      | 22                                                        | 22.9                                                      | 22.7                                                      | 22.7                                                      | 20.4                                                      | 17                                                        | 20.67                                                     |
| Temp. media (°C)                                          | 11.0                                                      | 13.1                                                      | 16.5                                                      | 18.1                                                      | 19.3                                                      | 20.3                                                      | 20.1                                                      | 20.6                                                      | 20.2                                                      | 19.3                                                      | 16.4                                                      | 12.7                                                      | 17.34                                                     |
| Temp. mín. media (°C)                                     | 6.6                                                       | 8.9                                                       | 12.5                                                      | 14.5                                                      | 16.1                                                      | 17.9                                                      | 18.1                                                      | 18.2                                                      | 17.5                                                      | 15.8                                                      | 12.3                                                      | 8.3                                                       | 13.94                                                     |
| Temp. mín. abs. (°C)                                      | 0.6                                                       | 3                                                         | 4.7                                                       | 7.7                                                       | 8.3                                                       | 11.7                                                      | 14.9                                                      | 14.7                                                      | 13.2                                                      | 10.5                                                      | 6.3                                                       | 2.5                                                       | 0.6                                                       |
| Lluvias (mm)                                              | 11                                                        | 46                                                        | 240                                                       | 938                                                       | 1214                                                      | 2294                                                      | 3272                                                      | 1760                                                      | 1352                                                      | 549                                                       | 72                                                        | 29                                                        | 11777                                                     |
| Días de lluvias (≥ 0.1 mm)                                | 1.5                                                       | 3.4                                                       | 8.6                                                       | 19.4                                                      | 22.1                                                      | 25                                                        | 29                                                        | 26                                                        | 21.4                                                      | 9.8                                                       | 2.8                                                       | 1.4                                                       | 170.4                                                     |
| Humedad relativa (%)                                      | 70                                                        | 69                                                        | 70                                                        | 82                                                        | 86                                                        | 92                                                        | 95                                                        | 92                                                        | 90                                                        | 81                                                        | 73                                                        | 72                                                        | 81                                                        |
| Fuente n.º 1: HKO, Climate Charts for mean temperatures   |                                                           |                                                           |                                                           |                                                           |                                                           |                                                           |                                                           |                                                           |                                                           |                                                           |                                                           |                                                           |                                                           |
| Fuente n.º 2: NOAA                                        |                                                           |                                                           |                                                           |                                                           |                                                           |                                                           |                                                           |                                                           |                                                           |                                                           |                                                           |                                                           |                                                           |

## Demografía
Según estimación 2010 contaba con una población de 12 392 habitantes.